# Ronacher
El Ronacher, antiguamente Establecimiento Ronacher, es un teatro situado en el distrito 1 de Viena, en el centro de la ciudad, situado entre las calles Himmelpfortgasse, Seilerstätte y Schellinggasse. Junto con el Teatro Raimund y el Theater an der Wien, forma las sedes de los Vereinigte Bühnen Wien (Escenarios Unidos de Viena) y es propiedad al cien por cien de la ciudad de Viena a través del Wien Holding.

## Historia

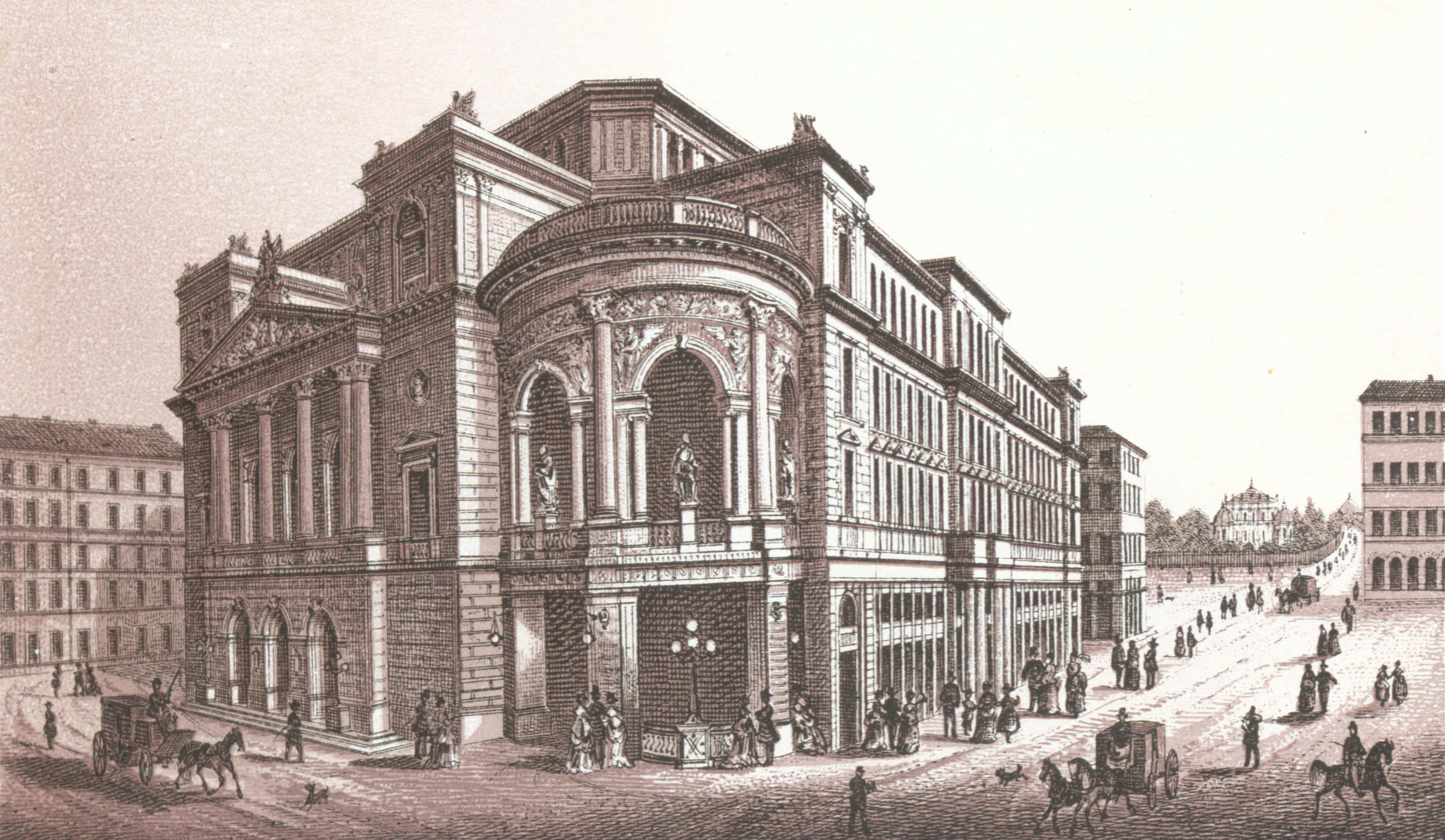
El Teatro de la Ciudad de Viena poco después de su construcción.

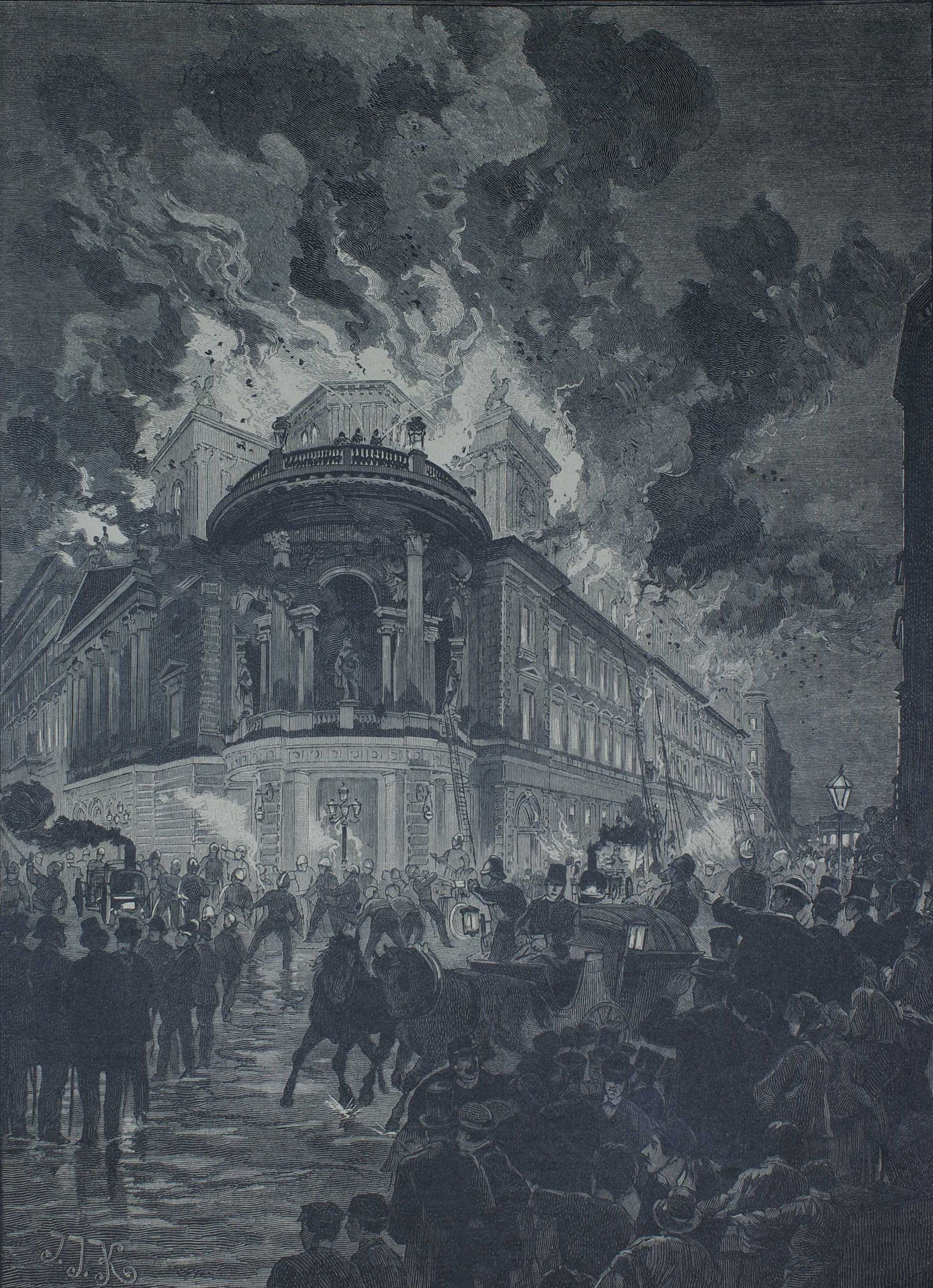
El incendio del teatro en 1884.

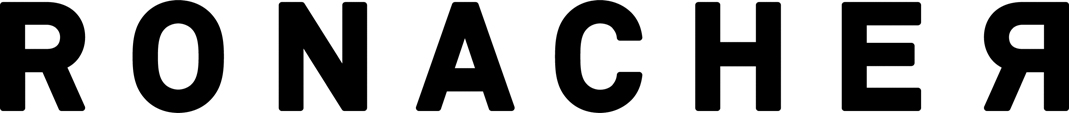
Logotipo de Ronacher

Fue construido inicialmente como Teatro de la Ciudad de Viena (en alemán: Wiener Stadttheater) entre 1871 y 1872 por los arquitectos Ferdinand Fellner el Viejo y Ferdinand Fellner el Joven para una sociedad anónima privada del periodista Max Friedländer y el autor y director de teatro Heinrich Laube. Los dos querían construir un teatro burgués que -sin censura- compitiera con los teatros de la corte imperial. El teatro se inauguró el 15 de septiembre de 1872 con la adaptación de Laube del Demetrio de Schiller. Doce años después de la inauguración, el edificio se incendió el 16 de mayo de 1884. Como el edificio no era independiente por los cuatro costados, la normativa contra incendios que había entrado en vigor no permitía reconstruirlo como teatro. En 1886 Anton Ronacher compró las ruinas del incendio e hizo que Ferdinand Fellner el Joven (que entretanto había fundado el despacho Fellner und Helmer) construyera en ellas un edificio de conciertos y salas de baile desde mayo de 1887 hasta abril de 1888. Los murales fueron pintados por Eduard Veith. La escalera principal se construyó con peldaños de la cantera de Kaisersteinbruch, en Burgenland. El nuevo teatro de vodevil contaba con un gran salón de baile y un hotel anexo, además de que ya podía utilizar luz eléctrica, tenía paseos y un jardín de invierno.
El nuevo establecimiento de Ronacher no era un teatro, sino que estaba amueblado con mesas y sillas. Se permitía beber, comer y fumar durante la representación. Sin embargo, debido a la mala situación económica, Ronacher tuvo que renunciar a la casa más tarde. A partir de 1890, los artistas actuaban con más frecuencia, lo que atraía a una mayor parte de la población suburbana y alejaba a la aristocracia. Más tarde, el programa se completó con revistas, operetas y espectáculos de danza y canto. El edificio fue remodelado y adaptado repetidamente a las necesidades del vodevil moderno (en 1901, 1906 y continuamente entre 1907 y 1916; cada vez por Ferdinand Fellner el Joven), especialmente alrededor de 1910, acompañado de la discusión de si, siguiendo la tendencia de la época, la casa debería hacer la transición al teatro hablado clásico. A partir de 1928, la entonces empresa austriaca de radio, RAVAG, alquiló durante unos años partes del Ronacher y emitió desde allí sus programas musicales: En primer lugar, el llamado "Parisien" se convirtió en un estudio que se utilizó junto con las habitaciones contiguas y todo el tercer piso. En 1930, la RAVAG alquiló otro piso y medio y algunas habitaciones individuales en el edificio.
Tras el Anschluss (anexión) en 1938, el teatro fue transferido de su anterior copropietario Samuel Schöngut a Bernhard Labriola por la arianización. Schöngut fue deportado al gueto de Litzmannstadt el 2 de noviembre de 1941 y de allí al campo de concentración de Auschwitz el 16 de agosto de 1944, donde fue asesinado.
Tras la Segunda Guerra Mundial y hasta 1955 el Ronacher fue el escenario alternativo del Burgtheater, dañado por los bombardeos. Posteriormente, los artistas de variedades volvieron a actuar antes de que la televisión austriaca utilizara el local para producciones televisivas a partir de 1960. Tras permanecer diez años cerrado, en 1986 se volvió a representar una opereta, Cagliostro en Viena, de Johann Strauss (hijo). En 1987, los Vereinigte Bühnen Wien compraron el edificio y representaron el musical Cats y dos óperas. Un concurso de arquitectura celebrado en 1987 dio como resultado que el proyecto ganador fuera una ampliación "deconstructivista". Sin embargo, el proyecto de Coop Himmelblau fue objeto de fuertes críticas por parte de la opinión pública y archivado en agosto de 1991. En 2003, 2004 y 2008, el Ronacher acogió la gala del Premio Nestroy de Teatro.
El Ronacher tiene alrededor de 1000 asientos y 40 lugares para estar de pie, si bien el número exacto de los mismos varía según la producción. (En Cats actualmente 994 asientos y 30 lugares de pie).